# Listhaus (Leipzig)

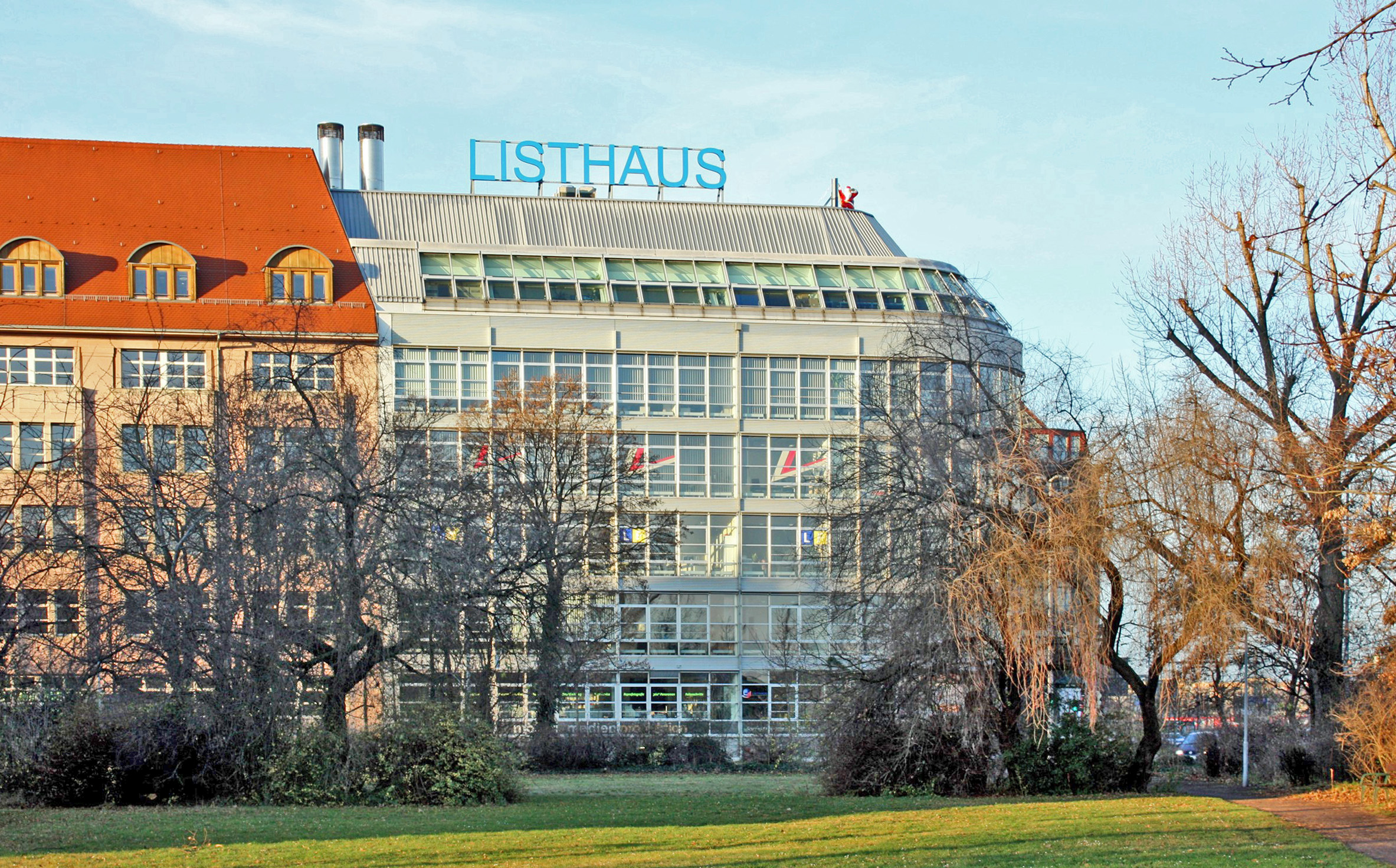
Listhaus, historischer und Neubauteil (2013)

Das Listhaus (auch Friedrich-List-Haus) in Leipzig ist ein Bürokomplex im Ortsteil Zentrum-Ost. Er besteht aus einem sanierten Altbau und mehreren Neubauteilen. Der Altbau steht unter Denkmalschutz.

## Lage und Beschreibung
Das Gelände des Listhauses erstreckt sich östlich des Friedrich-List-Platzes zwischen Rosa-Luxemburg- und Dohnanyistraße auf einer Fläche von etwa 1,4 Hektar. Dem Platz zugewandt sind der Altbau (Hausnummer 1) und ein Großteil des Neubaus mit der Glasfassade und den beiden Leuchtschriften Listhaus, der in einem stumpfen Winkel zur Mecklenburger Straße abbiegt und bis zur Dohnanyistraße reicht (Hausnummer 2).

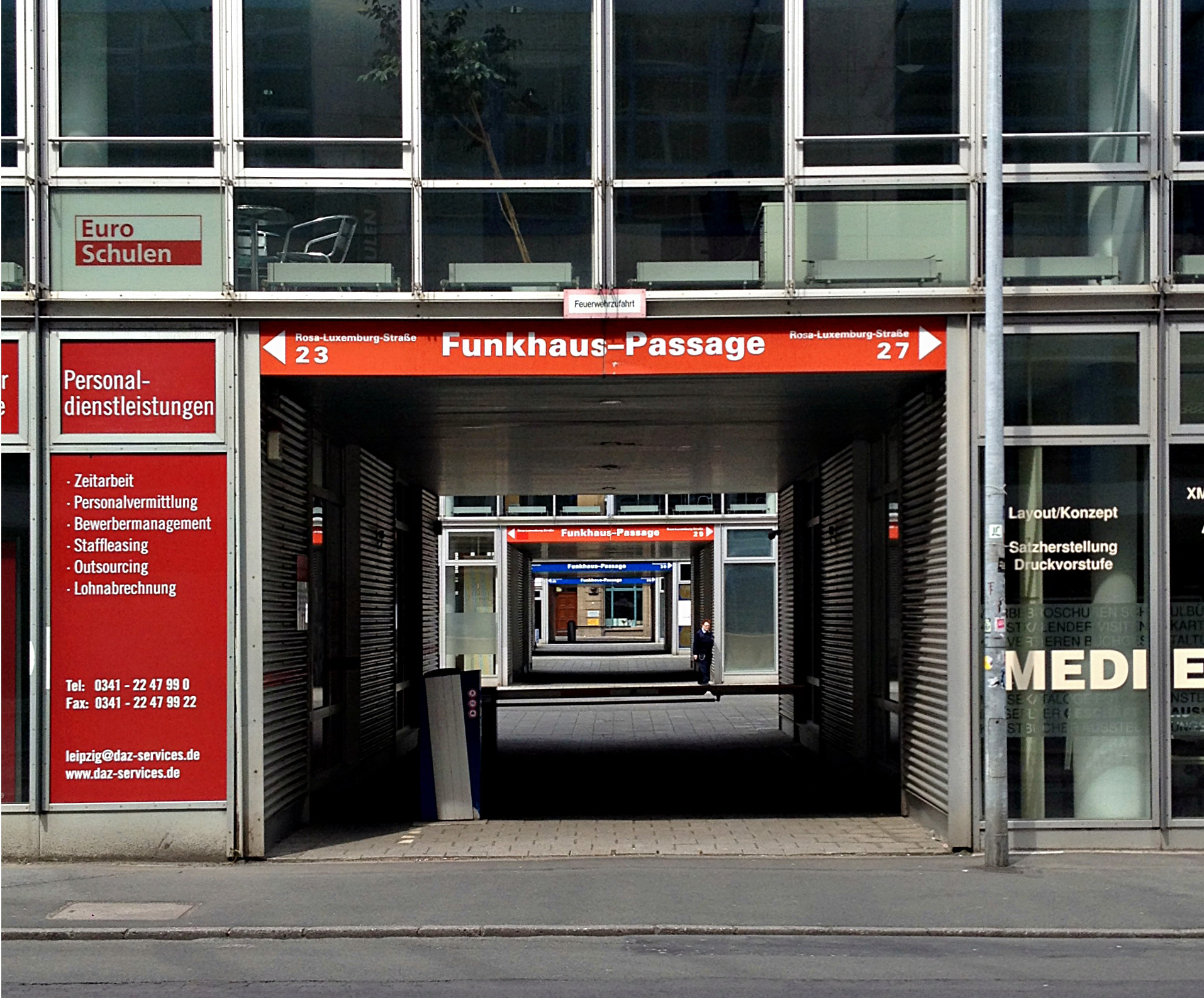
Funkhaus-Passage von der Rosa-Luxemburg-Straße aus (2017)

Dahinter erstrecken sich durch einen Hof getrennt zwischen Rosa-Luxemburg- und Dohnanyistraße vier 78 Meter lange und 17 Meter breite Neubaugebäude mit etwa ebenso breiten Zwischenräumen und je zwei Verbindungsbauten. Der Bau längs der Rosa-Luxemburg-Straße schließt direkt an den Altbau an, während in der Dohnanyistraße eine Zufahrt zum Hof besteht. Diese Gebäude haben die Anschriften Rosa-Luxemburg-Straße 23–29 und Dohnanyistraße 24–30 mit je zwei Nummern pro Gebäude. Durch sie führt ein Verbindungsweg von der Rosa-Luxemburg- zur Dohnanyistraße, wo er auf den Industriepalast trifft. Der Durchgang wird auch Funkhaus-Passage genannt, da im Listhaus Radio Leipzig seinen Sitz hat und Hitradio RTL Sachsen ein Außenstudio betreibt.
Der Altbauteil des Listhauses ist ein nach der Rosa-Luxemburg-Straße abgerundeter, verputzter, fünfgeschossiger Stahlbetonbau mit Satteldach und Bogendachgauben. Seine Gestaltung weist Elemente der Neuen Sachlichkeit auf. Die Neubauteile sind     fünfgeschossige Stahlbetonbauten mit Aluminium-Glasfassade und Mansarddach.
Der Listhaus-Komplex bietet 34.500 Quadratmeter Büro- und Einzelhandelsfläche und gehört damit zu den größten Bürogebäuden in Leipzig. Außerdem sind noch 97 Wohnungen vorhanden sowie 456 Tiefgaragen- und Außenstellplätze.

## Geschichte

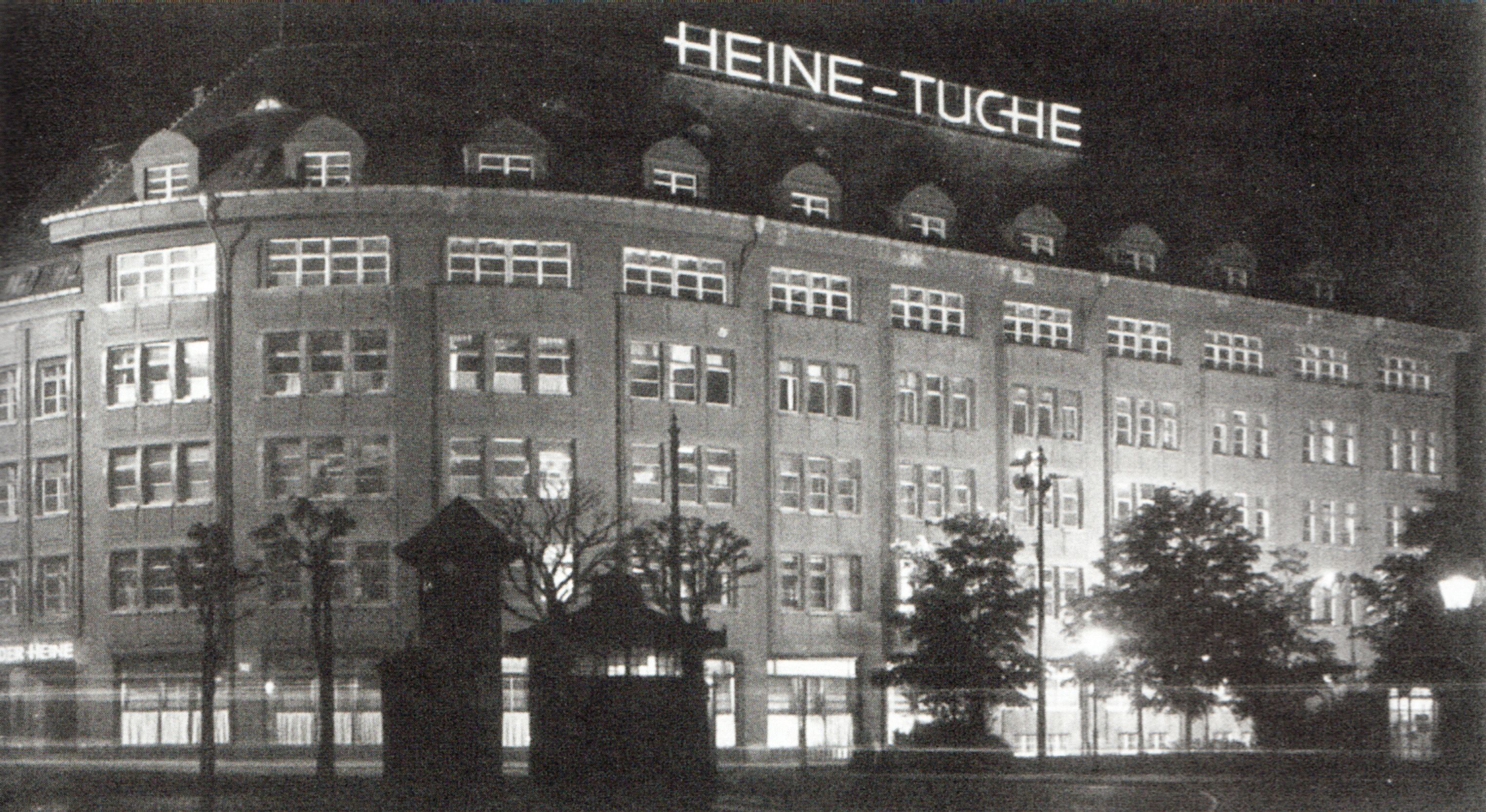
Das Geschäftshaus der Brüder Heine (1925) – heute Altbauteil des Listhauses

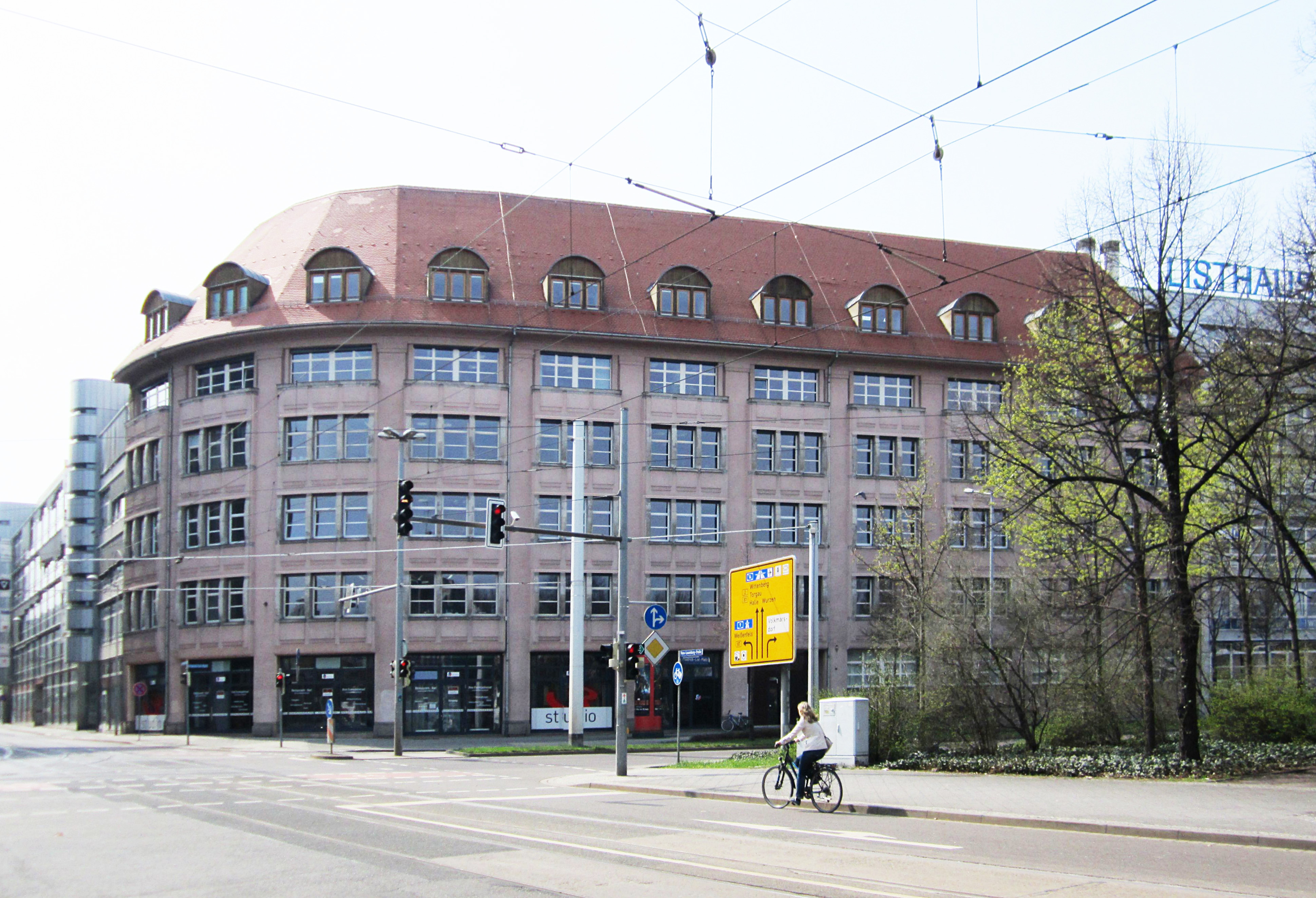
Der historische Altbau nach der Sanierung an der Ecke von Rosa-Luxemburg-Straße und Listplatz (2013)

Im Jahr 1865 kam der 32-jährige Kaufmann Albert Heine aus Strelitz in Mecklenburg nach Leipzig, um ein eigenes Geschäft zu gründen, was ihm auch noch im gleichen Jahr genehmigt wurde. Es befand sich in der Katharinenstraße und handelte gemäß Adressbuch mit „Engl. Manufacturwaren“. 1870 stieg Alberts Bruder Hermann in die Firma ein, die ab 1873 Gebrüder Heine hieß. Die Firma wuchs schnell und spezialisierte sich zu einem Engroshandel für das Schneidergewerbe mit dem Schwerpunkt Tuchversand. Sie zog mehrfach um und hatte bald mehrere Betriebsstätten in Leipzig mit 200 Beschäftigten im Jahr 1905. Nach dem Tod Hermanns 1907 übernahmen dessen Söhne Max Hermann und Fritz Ferdinand die Firma und konzentrierten diese an einer Stelle, indem sie auf dem Gelände einer ehemaligen Brauerei in der Tauchaer Straße (heute Rosa-Luxemburg-Straße) durch den Leipziger Architekten Emil Franz Hänsel (1870–1943) von 1910 bis 1912 ein großes Betriebsgebäude errichten ließen, den heutigen Altbau des Listhauses.
Die Familie Heine war jüdischen Glaubens, sodass nach Machtantritt der Nationalsozialisten 1933 Probleme auf die Firma zukamen, die 1938 darin gipfelten, dass das Familienunternehmen in eine Aktiengesellschaft umgewandelt wurde, an der die Familie nicht beteiligt war. Auf den gut eingeführten Namen wurde nicht verzichtet, die Gesellschaft hieß zunächst Gebrüder Heine Tuchhandels-Aktiengesellschaft, ab 1939 aber dann TUAG statt Gebrüder Heine.
Beim Luftangriff auf Leipzig vom 4. Dezember 1943 wurde das Betriebsgebäude durch Brandbomben schwer beschädigt. Nach dem Krieg halfen Notreparaturen zum Erhalt des Hauses. In DDR-Zeiten befand sich in einem Gebäudeteil der VEB Bekleidungswerke. Nach der deutschen Wiedervereinigung wurden mit Fertigstellung 1998 der Altbau saniert und die Neubauteile in der oben beschriebenen Form errichtet. Architekt war Alf M. Prasch,  Hamburg. Auch der Name Listhaus bürgerte sich nun ein. 2019 verkaufte die Real I.S. den List-Komplex an Art-Invest Real Estate.